# Panagyurishte (huyện)
Panagyurishte là một huyện thuộc tỉnh Pazardzhik, Bungaria. Dân số thời điểm năm 2001 là 29818 người.